# Хорватське Загір'я

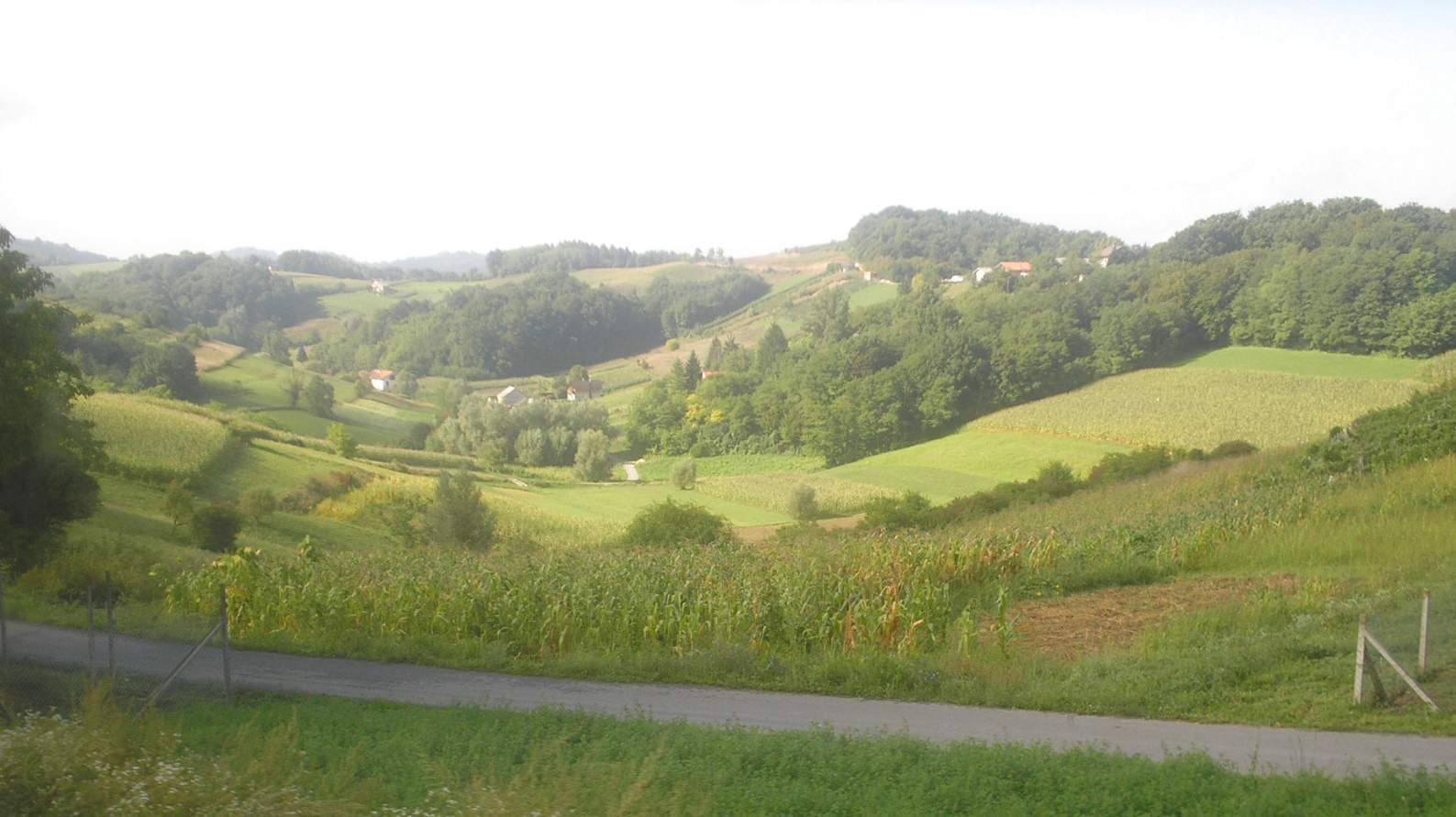
Типовий пейзаж Хорватського Загір'я

46°18′30″ пн. ш. 16°20′20″ сх. д. / 46.30833333° пн. ш. 16.33888889° сх. д.
Хорватське Загір'я (хорв. Hrvatsko Zagorje [Хрватско Загор'є]) — історичний регіон у північній частині Хорватії, північніше столиці країни міста Загреба.
У Хорватії найчастіше іменується просто «Загір'я». Велика частина Загір'я знаходиться у Крапинсько-Загорській жупанії і частина у Вараждинській. Регіон обмежений з півдня гірською грядою Медведниця, з північного заходу — державним кордоном зі Словенією, з півночі і сходу — річкою Дравою та її великою долиною, відомою як Подравина.
Всю територію Загір'я займають невисокі пагорби. Більша їх частина вкрита лісами, на схилах деяких розбиті виноградники. Найбільшими містами району є Вараждин, Іванець, Крапина та Лепоглава. Найбільша річка — Бедня.
Хорватське Загір'я — це привабливий напрям природного туризму. На території регіону розташована низка бальнеологічних курортів поблизу гарячих джерел, найвідоміші з них у місті Вараждинське Топлиці. Також у регіоні розташовані деякі культурні пам'ятки, наприклад, замок Тракошчан і найбільший хорватський паломницький центр Марія-Бистриця. Місто Крапина вважається культурною столицею Загір'я і кайкавского діалекту хорватської мови, яким розмовляє населення регіону. Щорічно в Крапині проводиться фестиваль кайкавської пісні (хорв. festival kajkavske popevke).